# Жимолость 'Избранница'
Жимолость 'Избранница' — сорт позднего срока созревания. Принят в 1988 году на государственное сортоиспытание. Включен в Госреестр в 2001 году по всем регионам Российской Федерации. 
Сеянец от свободного опыления отборных форм жимолости камчатской.

## Биологическое описание
Данные о сорте противоречивы. Кусты слаборослые, крона разреженная, полуокруглая. Согласно другому источнику: кусты высокие, крона овальная, плотная. Побеги с редким опушением. Листья светло-зелёные, плотные, широкоовальной формы с редкими короткими волосками. Соцветие 2—3-х цветковое. Плоды относительно крупные, длиной 2 (реже 3,2) см, удлиненно-овальные с заострённой верхушкой, ароматные, вес 0,9—1,1 г (согласно другому источнику 1,2—2,4 г). Кожица тонкая. Плодоножки короткие. Осыпаемость незначительная.  Вкус приятный, кисло-сладкий, без горечи. Урожайность до 3 кг с куста. Дегустационная оценка — 4,9 балла.

## В культуре
Для десертного использования, домашней переработки, декоративного озеленения. На кустах этого сорта почти всегда присутствуют «ягоды-близняшки», сросшиеся парами внутри раскрытой обёртки. Самобесплодный. Хорошо опыляется всеми сортами жимолости камчатской. Размножается зелёными, но лучше полуодревесневшими черенками. Морозоустойчивость высокая.